# クリントヴォルト＝シャルヴェンカ音楽院
クリントヴォルト＝シャルヴェンカ音楽院（Klindworth-Scharwenka-Konservatorium）は、ドイツのベルリンにあった音楽教育機関である。1893年、フランツ・クサヴァー・シャルヴェンカの創設したシャルヴェンカ音楽院とカール・クリントヴォルトの創設したクリントヴォルト音楽学校が合併して成立した。
フランツの兄フィリップ・シャルヴェンカも1893年から1917年にかけて校長を務めた。1937年から第二次世界大戦後まで、フィリップの息子ヴァルター・シャルヴェンカが校長を務めたが、彼が亡くなった1960年を以て音楽院は閉鎖された。

## 教員
- マックス・ブティング
- ハラルド・ゲンツマー